# Mary Cronos
Mary Cronos (* 29. März 1987 in Rüdersdorf bei Berlin, bürgerlich: Maria Schucklies) ist eine deutsche Künstlerin, Unternehmerin und Autorin. Als Autorin schreibt sie vorrangig in den Genres Fantasy und Krimi. Ihre Radiosendungen Carpe Artes und In Flagranti werden mit wechselnden Gästen bei Radioplanet Berlin ausgestrahlt und sind auch als Podcast verfügbar. Unter dem Label Colors of Cronos arbeitet sie als Fotografin (vorrangig im Bereich Porträt- und Eventfotografie), Illustratorin und Coverdesignerin. Seit 2013 engagierte sie sich zudem über ihr Charity-Projekt Mission:Change für wohltätige Zwecke.

## Leben und Werk
Cronos studierte evangelische Theologie an der Humboldt-Universität Berlin und der Universität Greifswald. Das Studium schloss sie 2015 mit dem Examen ab. Seit 2013 ist sie als Künstlerin in den Bereichen Fotografie, Design und Illustration selbständig tätig. Als Autorin wird sie von der Literaturagentur Langenbuch & Weiß vertreten.
Im Dezember 2019 rief Cronos gemeinsam mit ihrer Kollegin Sabrina Schuh das Projekt Fakriro ins Leben, das unabhängige Autorinnen und Autoren bei der Präsentation ihrer Werke unterstützt, z. B. durch Messepräsenz, eine Online-Buchhandlung oder virtuelle Veranstaltungen. Im Zuge der Corona-Pandemie fand 2020 die erste Fakriro Onlinemesse als Ersatzprogramm für die entfallende Leipziger Buchmesse statt.
Cronos' Debüt, die High-Fantasy-Reihe Nafishur, erschien ab 2015 im Self-publishing. Seither hat Cronos zahlreiche Romane veröffentlicht. Ihr Verlagsdebüt, der Mystery-Roman Houston Hall - Schatten der Vergangenheit erschien 2018 bei Droemer Knaur und wurde 2019 in der Kategorie 'Bester Roman' für den Deutschen Phantastik Preis nominiert. Er erreichte dort die Shortlist der besten fünf Titel.
Seit Herbst 2019 ist Mary Cronos Mitglied des Selfpublisher-Verbandes und seit Frühjahr 2020 Teil des Phantastik-Autoren-Netzwerks PAN.

## Sonstiges
Im November 2019 war Cronos zu Gast beim Neo Magazin Royale von Jan Böhmermann im Rahmen der Satire-Show Lass dich überwachen. Sie wurde dort von Oliver Kalkofe parodiert.

## Preise und Nominierungen
- 2019: Deutscher Phantastik Preis: Bester Roman (Shortlist)[6]
- 2024: 2. Platz bei den Streamawards 2024, Kategorie: Bestes Artwork[7]

## Werke
Romane
- Nafishur Präludium – Dariel. BoD, 2015, ISBN 978-3-7392-4901-8.
- Nafishur Präludium – Cara. BoD, 2015, ISBN 978-3-7392-4906-3.
- Nafishur Draco Adest – Dariel. BoD, 2019, ISBN 978-3-7448-0267-3.
- Nafishur Draco Adest – Cara. BoD, 2019, ISBN 978-3-7386-5352-6.
- Houston Hall – Schatten der Vergangenheit. Droemer Knaur, 2018, ISBN 978-3-426-21656-9.
- Spiritus Daemonis – Folge 01: Des Betrügers Exorzismus, gemeinsam mit Jan Gießmann, Fakriro, 2022, ISBN 978-3-98760-666-3.
- Spiritus Daemonis – Folge 02: Des Patienten Auferstehung (Teil 1), gemeinsam mit Jan Gießmann, Fakriro, 2022, ISBN 978-3-98760-999-2.
- Spiritus Daemonis – Folge 02: Des Patienten Auferstehung (Teil 2), gemeinsam mit Jan Gießmann, Fakriro, 2022, ISBN 978-3-98760-995-4.

Kurzgeschichten
- Vom Dämon der Weihnacht, in: Die Lichter des Winters – Eine Fakriro Adventsanthologie, Fakriro, 2022, ISBN 978-3-9876-0000-5.
- Die Weihnachtssendung, in: Die Lichter des Winters – Eine Fakriro Adventsanthologie, Fakriro, 2022, ISBN 978-3-9876-0000-5.
- Das Nikolausmanuskript, in: Das Leuchten der Weihnacht: Eine Fakriro Familienanthologie, Fakriro, 2022, ISBN 978-3-9876-0001-2.
- Eine harte Nuss, in: Das Leuchten der Weihnacht: Eine Fakriro Familienanthologie, Fakriro, 2022, ISBN 978-3-9876-0001-2.

Weitere Publikationen
- How to start a Podcast online (fast). Der Selfpublisher, 15/2019.
- Ins rechte Licht gesetzt – Das Autorenportrait. Tolino Media Blog, 27. Mai 2020.
- Alles eine Frage der Perspektive. Der Selfpublisher, 17/2020.
- Schreiben mit Special Effects. Der Selfpublisher, 21/2021.
- Ein Roman auf der Bühne: Theaterlesungen. Der Selfpublisher, 28/2022.

Herausgeberschaften
- Die Lichter des Winters. gemeinsam mit Sabrina Schuh, Fakriro, 2022, ISBN 978-3-98760-000-5
- Das Leuchten der Weihnacht. gemeinsam mit Sabrina Schuh, Fakriro, 2022, ISBN 978-3-98760-001-2